# Colloquia (Erasmus)
De Colloquia is een werk van Desiderius Erasmus.
Erasmus gebruikte de term colloquium als titel voor door hem geschreven dialogen. De Colloquia groeide uit van een eenvoudig leerboekje voor studenten Latijn tot een boek vol levenswijsheid. Het boek bevat tal van onderwerpen, zoals: de studie van de schone letteren, de positie van de vrouw, de godsdienst, het probleem van oorlog en vrede. 
Vanwege de kritische en satirische toon van veel colloquia – allerlei uiterlijke ceremoniën als de biecht en de beeldenverering moesten het ontgelden, de domme en luie geestelijkheid werd bespot - werd het werk op de lijst van verboden boeken (index librorum prohibitorum) geplaatst. Toch heeft het werk vrij veel invloed gehad op het onderwijs in de 16e en 17e eeuw en zijn gedeelten van de Colloquia in het Nederlands vertaald.